# Leptotarsus quadriniger
Leptotarsus quadriniger är en tvåvingeart som först beskrevs av Alexander 1949.  Leptotarsus quadriniger ingår i släktet Leptotarsus och familjen storharkrankar. Inga underarter finns listade i Catalogue of Life.